# Паромай (река)
Паромай — река на северо-западе острова Сахалин. Протекает по территории Охинского городского округа.
Впадает в залив Пильтун Охотского моря. Длина реки 44 км. Площадь её водосборного бассейна 212 км². В устье образует дельту.
В реке бьёт горячий ключ, не остывающий даже в сильные морозы.

## Данные водного реестра
По данным государственного водного реестра России относится к Амурскому бассейновому округу.
Код объекта в государственном водном реестре — 20050000212118300000272.